# Lepenski Vir

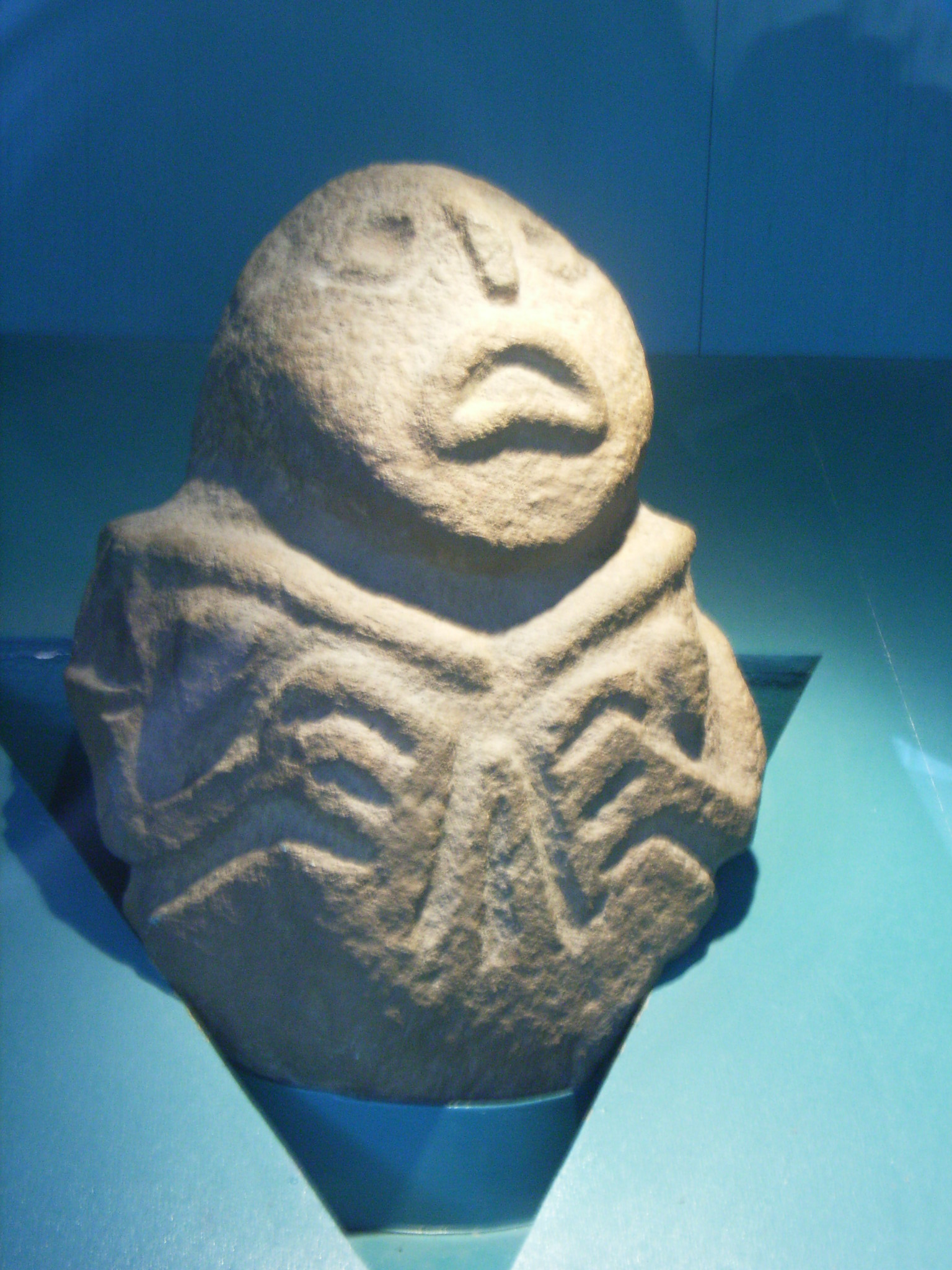
Antropomorficzna figurka ze stanowiska

Lepenski Vir – wielopoziomowe stanowisko archeologiczne, znajdujące się nad Dunajem w Serbii, w rejonie Żelaznej Bramy.
Stanowisko zostało odkryte na początku lat 60. XX wieku, podczas robót ziemnych związanych z budową tamy Đerdap. Prace archeologiczne przeprowadziła w latach 1965-1971 ekipa pod kierownictwem D. Srejovicia. Wyróżnione zostały trzy poziomy osadnicze, zamieszkane w okresie mniej więcej od 6000 do 4000 p.n.e., z których pierwsze dwa związane były z epoką mezolityczną, zaś trzeci z neolitem. Po uruchomieniu tamy stanowisko zostało zalane.
Okres mezolityczny związany jest z pobytem ludności zbieracko-łowieckiej, w której gospodarce istotną rolę odgrywało rybołówstwo. Ludność ta zamieszkiwała we wznoszonych na planie trapezu domostwach z kamiennymi brukami i grodzonymi obstawami kamiennymi ogniskami. Wokół i wewnątrz domów odkryto ponad 80 pochówków. Poziom neolityczny związany jest z kulturą starczewską, zawiera kości udomowionych zwierząt: owiec, kóz, świń i bydła.
Na stanowisku odkryte zostały unikatowe, potężne rzeźby kamienne w formie wykonanych z otoczaków głów ludzkich. Styl tych rzeźb nie ma żadnej analogii w znanych zabytkach mezolitycznych Europy i Bliskiego Wschodu. Prawdopodobnie miały one przeznaczenie kultowe i wyobrażały jakieś bóstwa lub przodków. Znaleziska te uważane są za pierwszy w sztuce europejskiej przykład rzeźby monumentalnej.